# Sandro Wirth
Sandro Wirth (* 24. Juni 1960) ist ein ehemaliger Schweizer Freestyle-Skier. Er war auf die Disziplin Aerials (Springen) spezialisiert. Im Weltcup gewann er vier Springen und entschied einmal die Disziplinenwertung für sich.

## Biografie
Sandro Wirth gab am 18. Januar 1981 in Livigno sein Debüt im Freestyle-Skiing-Weltcup. Vier Wochen später konnte er sich als Sechster in Garmisch erstmals im Spitzenfeld klassieren. Im folgenden Winter konnte er sich stark verbessern und erreichte im März seine ersten beiden Podestplätze, darunter in Adelboden seinen ersten Sieg. In der Disziplinenwertung belegte er Rang fünf.
Seine grössten internationalen Erfolge konnte Wirth im Winter 1983 feiern. Zu Beginn der Saison gelangen ihm in Tignes und Livigno drei Siege in Folge, bei den restlichen drei Wettkämpfen belegte er die Ränge vier, 21 und fünf. In der Aerials-Disziplinenwertung setzte er sich gegen die Kanadier Craig Clow, Alain Laroche und Jean Corriveau durch und durchbrach damit die Weltcup-Dominanz der «Québec Air Force» in dieser Disziplin. Bis Noé Roth im Jahr 2020 blieb Wirth der einzige Schweizer Gewinner der Aerials-Disziplinenwertung. Ausserdem gewann Wirth zum zweiten Mal hintereinander den Europameistertitel in seiner Paradedisziplin.
1984 bestritt Sandro Wirth lediglich die ersten drei Weltcup-Springen, belegte dabei aber jedes Mal einen Podestplatz. Danach trat er nicht mehr im Weltcup an.

## Erfolge

### Weltcupwertungen
| Saison | Gesamt | Gesamt | Aerials | Aerials |
| Saison | Platz  | Punkte | Platz   | Punkte  |
| ------ | ------ | ------ | ------- | ------- |
| 1981   | 43.    | 67     | 16.     | 67      |
| 1982   | 25.    | 134    | 5.      | 134     |
| 1983   | 19.    | 24     | 1.      | 97      |
| 1984   | 36.    | 12     | 16.     | 71      |

### Weltcupsiege
Wirth errang im Weltcup 8 Podestplätze, davon 4 Siege:
| Datum           | Ort       | Land       | Disziplin |
| --------------- | --------- | ---------- | --------- |
| 7. März 1982    | Adelboden | Schweiz    | Aerials   |
| 21. Januar 1983 | Tignes    | Frankreich | Aerials   |
| 22. Januar 1983 | Tignes    | Frankreich | Aerials   |
| 4. Februar 1983 | Livigno   | Italien    | Aerials   |

### Weitere Erfolge
- 2 Europameistertitel (Aerials 1982 und 1983)